# 鈴木良隆
鈴木 良隆（すずき よしたか、1944年 - ）は日本の経営学者・歴史学者。専門は経営史。一橋大学名誉教授。社会科学高等研究院客員教授、ロンドン・スクール・オブ・エコノミクス客員教授、中小企業基盤整備機構副理事長なども務めた。

## 人物・経歴
1967年一橋大学商学部卒業、1970年一橋大学大学院経済学研究科修士課程修了、1973年同博士課程単位修得退学。浜林正夫助教授や米川伸一教授に師事。
1973年東北大学経済学部助教授、1986年同教授、1997年一橋大学商学部教授、2000年同大学大学院商学研究科経営・会計専攻経営講座教授、2008年定年退職、一橋大名誉教授、帝京大学経済学部教授。東京工業大学大学院イノベーションマネジメント研究科技術経営戦略分野客員教授。この間1978年から80年までシェフィールド大学客員講師、1999年から2000年までフランスの社会科学高等研究院客員教授、2010年から2012年まで独立行政法人中小企業基盤整備機構副理事長、2012年から独立行政法人中小企業基盤整備機構特別参与。ロンドン・スクール・オブ・エコノミクス客員教授、文部科学省大学設置・学校法人審議会大学設置分科会専門委員なども務めた。

## 著作

### 著書
- "Japanese Management Structures 1920-1980"Macmillan,1991
- "Three Decades of Fuji Xerox",Japan Business History Institute,1994
- 『富士ゼロックスの歴史』（大東英祐と共著）日本経営史研究所 1994年
- 『経営史』（米倉誠一郎, 安部悦生と共著）有斐閣 2000
- "NEC Corporation : 1889-1999 : a century of "better products,better services"NEC Corp. 2002
- 『ビジネスの歴史』（大東英祐, 武田晴人と共著）有斐閣 2004
- 『HOYAのマネジメント 1941-2005年』日本経営史研究所 2005.9
- 『MBAのための日本経営史』（橋野知子,白鳥圭志と共著）有斐閣 2007